# Carro armato per fanteria

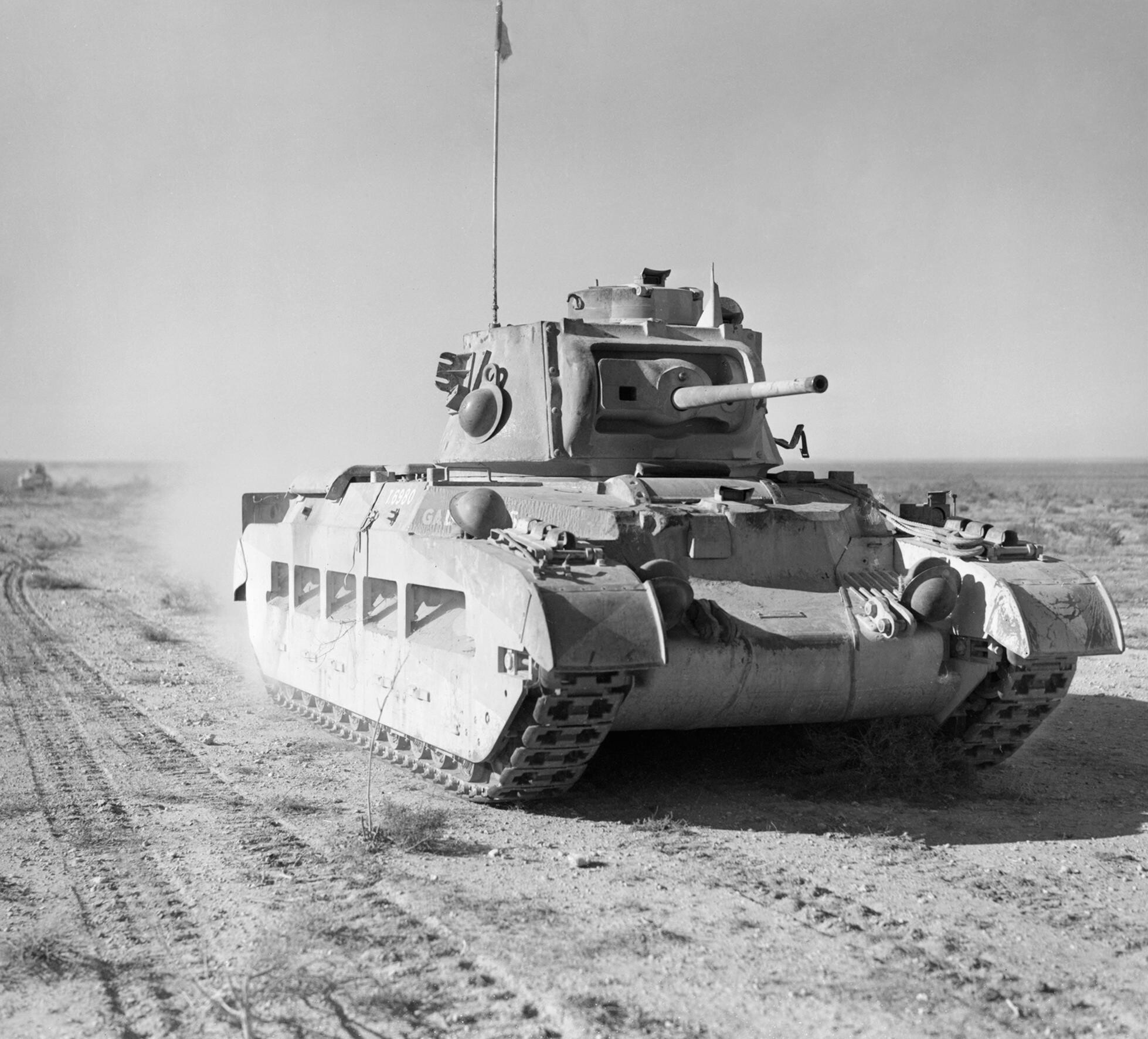
Matilda II nella campagna nel deserto

Il carro armato per fanteria era un concetto di veicolo corazzato sviluppato dal Regno Unito e dalla Francia negli anni antecedenti la seconda guerra mondiale. Erano ideati per supportare la fanteria durante l'assalto a posizioni nemiche. Per fare questo, dovevano essere dotate di una pesante corazzatura per poter operare anche sotto intenso fuoco nemico. Questo aumento di protezione veniva a spese della velocità, il che non era un grosso problema, in quanto dovevano operare in concerto con la relativamente lenta fanteria.
Una volta che l'assalto di fanteria e carri fanteria aveva spezzato la linea di difesa nemica, altri tipi di carri, ad esempio i carri armati incrociatori o i carri armati leggeri dovevano usare la loro maggior velocità ed autonomia per operare nelle retrovie nemiche per creare confusione nelle linee di comunicazione e rifornimento.
Con l'evolversi dei conflitti i carri per fanteria vennero sostituiti dai carri di rottura negli scontri a bassa intensità e dai più pesanti carri da sfondamento negli scenari ad alta intensità.

## Origini progettuali
La divisione tra carri incrociatori e carri fanteria ebbe l'origine nella prima guerra mondiale con la diversificazione tra i primi carri armati pesanti (come il Mark I) ed i più veloci Medium Mark A Whippet con i suoi successori, i Medium Mark B e Medium Mark C. Nel periodo interbellico la sperimentazione sui carri si mantenne su queste due linee, che diventarono parte della dottrina generale d'impiego con il lavoro del maggiore Percy Hobart e l'influenza del capitano Basil Liddell Hart.
Nel 1934 Hobart, l'allora "Inspector, Royal Tank Corps" (ispettore dei corpi corazzati britannici), propose due opzioni di carri per supporto alla fanteria. Uno era un modello abbastanza piccolo armato di mitragliatrice che doveva essere usato in grandi quantità per superare le linee nemiche. L'altro modello era un carro più pesante, armato di cannone e corazzato a sufficienza per resistere all'artiglieria da campagna. Date le limitazioni delle finanze militari, il Master-General of the Ordnance Hugh Elles decise per il modello più piccolo. Questa richiesta fu passata alla Vickers-Armstrongs che produsse un prototipo nel tardo 1936.

## Comparazione con altri tipi di carro
Usando il significato più tardo del termine, il carro fanteria può essere comparato ad un carro armato pesante, mentre il carro incrociatore può essere comparato al carro armato medio o al carro armato leggero o addirittura all'autoblindo. Questa similitudine può però creare confusione, dato che il carro fanteria non era ideato per l'impiego anticarro, come era invece per il carro pesante.
La differenza dal carro pesante era la tattica impiego, anche se alcuni carri pesanti multitorretta del periodo preguerra come il T-35 russo o il Neubaufahrzeug tedesco, che prendevano dal fallito prototipo inglese degli anni venti Vickers A1E1 Independent, erano simili, anche nell'impiego. Il Neubaufahrzeug fu considerato come troppo lento per la Blitzkrieg e fu abbandonato. La dottrina di combattimento corazzato tedesca, e in parte quella sovietica, si allinearono più verso l'impiego di carri medi e pesanti per i grandi combattimenti carro contro carro,  con il ruolo di supporto alla fanteria occupato dai più semplici semoventi.
Oltre alle differenze d'impiego, generalmente i carri pesanti erano armati meglio dei carri fanteria, con cannoni anticarro più adatti al combattimento carro contro carro degli obici dei carri fanteria. Nella pratica inglese l'armamento principale dei carri fanteria passò attraverso tre fasi distinte. Il Mk I Matilda dell'esercito pre-dunkirk era armato solo di una mitragliatrice Vickers mitragliatrice media (calibro .303 pollici) o pesante (calibro .50 pollici), a causa della leggerezza dello scafo e del costo necessariamente ridotto. La Mk II Matilda, invece, era dotata di una decente arma anticarro per il periodo, cioè un Ordnance QF 2 lb da 40 mm, ma con in dotazione solo proiettili solidi (cioè non esplosivi), quindi efficaci contro carri dalla corazzatura media, ma non contro posizioni e fortificazioni nemiche. La fase finale iniziò con il carro Mk IV Churchill, con un obice Ordnance QF 3 inch howitzer montato direttamente nello scafo che poteva efficacemente supportare la fanteria con granate ad alto esplosivo, e un Ordnance QF 2 pounder montato in torretta. Con l'aumento della dimensione dei carri armati, e conseguentemente della torretta, armi come il Ordnance QF 3 inch howitzer poterono essere montati in torretta a carri quale i Mk VI Crusader CS ("Close Support", per supporto ravvicinato) e il A27L Centaur CS.

## Storia

### Regno Unito

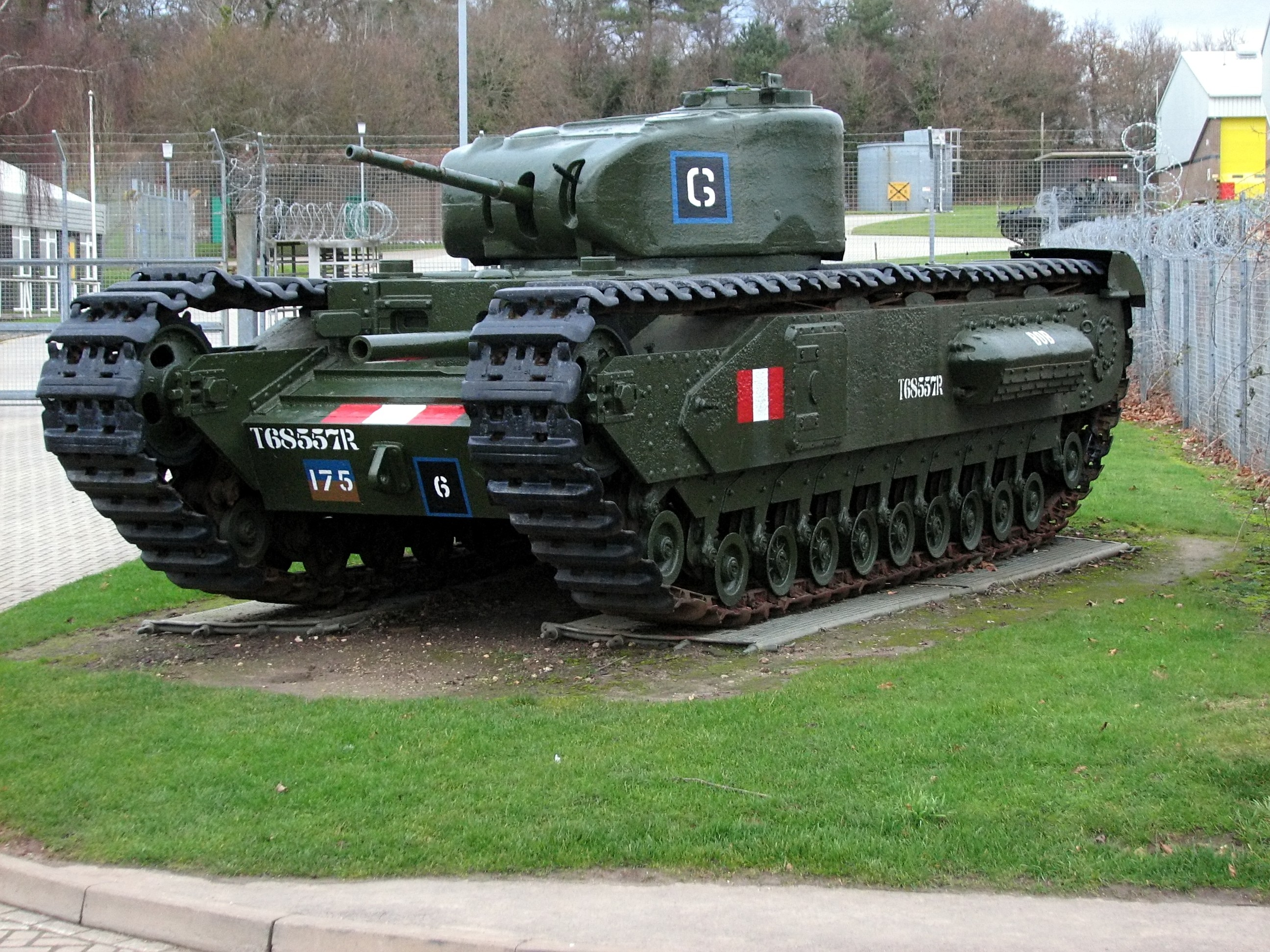
Un Mk IV Churchill I, notare l'obice montato direttamente nello scafo

Dato che i carri fanteria dovevano muovere allo stesso passo delle unità di fanteria, una elevata velocità non era necessaria, permettendo quindi di equipaggiare un'armatura più pesante. I primi due carri di questa categoria furono i Mk I Matilda e Mk II Matilda, armati rispettivamente di mitragliatrice Vickers e l'Ordnance QF da 40 mm. Il Mk I fu ordinato nel 1938, ma divenne subito evidente che era necessario un armamento più pesante, quindi il suo sostituto, il Mk II era già in fase di progettazione e fu ordinato alla metà del 1938.
Questi due modelli furono impiegati nella campagna di Francia dove nel controattacco ad Arras, dove sorpresero i carri tedeschi. Le perdite tra i Mk I non furono sostituite, ma La Mk II Matilda rimase in produzione.
La dottrina di combattimento inglese continuava a sostenere che sia i carri incrociatori che i carri fanteria dovessero combattere direttamente i carri nemici, dalla quale derivò l'impiego del 2 lb e poi del 6 lb su entrambi.
In servizio furono seguiti dai Mk III Valentine e i Mk IV Churchill. Il Valentine risultò essere troppo difficile da sviluppare ulteriormente, ma il Churchill fu prodotto in più varianti, e rimase in servizio fino alla fine della guerra.
Siccome i carri incrociatori continuarono ad essere sempre più grandi e con motori più potenti, potevano portare cannoni più grandi e corazzature più pesanti, mantenendo comunque la loro alta velocità. Dopo la fine della guerra la linea di carri incrociatori portò al "carro armato universale" (cioè il carro armato da combattimento), sotto forma del Centurion.
In pratica l'UK non usò solo carri fanteria ed incrociatori, in quanto gli scarsi ratei di produzione significavano che dovettero fare largo uso dei carri medi statunitensi.

### Francia
Durante il periodo interbellico, l'esercito francese introdusse tre modelli di carro leggero nel ruolo di carro fanteria. Questi erano il Hotchkiss H35, il Renault R35 e l'FCM 36. Tutti e tre avevano un equipaggio di due unità, ed erano simili al Matilda in termini di dimensioni, peso e corazzatura. Erano, almeno inizialmente, meglio armati per il ruolo anti fanteria, con un cannone SA 18 da 37 mm ed una mitragliatrice coassiale.
In pratica, anche se capaci di resistere colpi di cannoni da carro e anticarro, e progettati per una buona, anche se lenta, capacità di fuoristrada, la divisione dei carri in aree specializzate come carri fanteria o incrociatori non fu efficace. I carri incrociatori finivano spesso per doversi scontrare con carri nemici, ed i carri fanteria erano gli unici presenti una volta che era stato effettuato uno sfondamento. Quest'ultima tipologia diventò sempre meno popolare con l'avanzare del conflitto, essendo alla fine sostituito dal carro universale.

### URSS
Questo concetto fu applicato anche da altre nazioni con grandi produzioni di carri negli anni '30, come l'Unione Sovietica con il carro T-26. Questo era un carro leggero assegnato ad unità di fanteria, e svolgeva il ruolo di carro fanteria, avendo un potente cannone da 45 mm, ma soffrendo di un'armatura relativamente leggera. I carri veloci BT svolgevano il ruolo di carro incrociatore.

### Germania
La Germania aveva la "Panzerwaffe" come corpo separato dalla fanteria, e quest'ultima usava i vecchi Panzer I nelle sue brigate corazzate indipendenti. Questa tattica spesso è vista come progettata da qualche specifica dottrina d'utilizzo, ma in realtà era causata da una mancanza di fondi. Quando divenne disponibile più denaro, il semovente Sturmgeschütz III fu preso in dotazione dall'artiglieria nel ruolo di supporto ravvicinato per la fanteria, ruolo coincidente con il carro fanteria.

### Stati Uniti
Per ragioni politiche, l'esercito statunitense non era dotato di "carri armati" veri e propri nel periodo interbellico, così i veicoli corazzati cingolati erano denominati "Combat Car" (cioè "automobili armate"), come nel caso dell'M1 Combat Car. Questo perché non esisteva un corpo corazzato a sé stante, ma i carri armati già prodotti furono assegnati esclusivamente alla fanteria, quindi gli altri modelli furono denominati combat car. Questo orientamento, insieme al loro prevalente impiego nel corpo della cavalleria, li portò ad essere visti come carri leggeri. Quando apparirono i primi carri medi, specificamente nella forma dell'M2 Medium Tank, erano modelli dalla progettazione abbastanza mista, con elementi dei datati carri multitorretta, cioè varie postazioni di mitragliatrice e pezzo anticarro leggero, ma mancavano di un obice da supporto ravvicinato, già in quel periodo usato dai carri francesi ed inglesi.